# Rally di Finlandia 2000
Il Rally di Finlandia 2000, ufficialmente denominato 50th Neste Rally Finland, è stata la nona prova del campionato del mondo rally 2000 nonché la cinquantesima edizione del Rally di Finlandia e la ventisettesima con valenza mondiale. La manifestazione si è svolta dal 18 al 20 agosto sugli ondulati sterrati che attraversano le foreste della Finlandia Centrale, nel territorio attorno alla città di Jyväskylä, dove ebbe sede il parco assistenza per i concorrenti e la cerimonia finale di premiazione.
L'evento è stato vinto dal finlandese Marcus Grönholm, navigato dal connazionale Timo Rautiainen, al volante di una Peugeot 206 WRC della squadra ufficiale Peugeot Esso, davanti alla coppia britannica formata da Colin McRae e Nicky Grist, su Ford Focus WRC 00 della scuderia Ford Martini, e all'altro equipaggio finlandese composto da Harri Rovanperä e Risto Pietiläinen, alla guida di una Toyota Corolla WRC privata.
I finlandesi Jani Paasonen e Jakke Honkanen, su Mitsubishi Carisma GT Evo VI del team Mitsubishi Ralliart Finland, hanno invece conquistato la vittoria nella categoria PWRC, mentre il saudita Abdullah Bakhashab e il britannico Bobby Willis si sono aggiudicati la classifica della Coppa FIA Squadre alla guida di una Toyota Corolla WRC della scuderia Toyota Team Saudi Arabia.

## Dati della prova
| Denominazione ufficiale             | Neste Rally Finland |
| Edizione N°                         | 50 |
| Tappa N°                            | 9 di 14 |
| Data manifestazione                 | da venerdì 18/08/2000 a domenica 20/08/2000                                                                                        |
| Sede ospitante                      | Jyväskylä (Finlandia Centrale) |
| Sede parco assistenza               | Prima frazione: Tikkakoski, Jyväskylä (Finlandia Centrale). Seconda e terza frazione: Aeroporto Halli, Jämsä (Finlandia Centrale). |
| Superficie                          | Terra |
| Direttore di gara                   | Simo Lampinen |
| Iscritti                            | 130 |
| Partiti                             | 122 |
| Arrivati                            | 55 (45,1%) |
| Prove speciali                      | 23 |
| Prova più breve                     | 2,23 km (PS10 e PS18: Killeri) |
| Prova più lunga                     | 34,21 km (PS16 e PS22: Ouninpohja)                                                                                                 |
| Prova più lenta                     | velocità media di 110,42 km/h (PS20: Moksi)                                                                                        |
| Prova più veloce                    | velocità media di 138,21 km/h (PS5: Konttimaki)                                                                                    |
| Lunghezza prove speciali            | 410,18 km (24,4% della distanza totale)                                                                                            |
| Lunghezza complessiva trasferimenti | 1269,96 km |
| Distanza totale                     | 1680,14 km |

## Itinerario
| Frazione            | Prova  | Ora    | Nome                                         | Partenza   | Arrivo     | Lunghezza | Totale    |
| ------------------- | ------ | ------ | -------------------------------------------- | ---------- | ---------- | --------- | --------- |
| Frazione 1 (18 ago) | PS1    | 10:31  | Kuohu                                        | Jyväskylä  | Jyväskylä  | 7,67 km   | 128,10 km |
| Frazione 1 (18 ago) | PS2    | 10:59  | Parkkola                                     | Jyväskylä  | Jyväskylä  | 20,11 km  | 128,10 km |
| Frazione 1 (18 ago) | PS3    | 11:59  | Mokkipera                                    | Petäjävesi | Uurainen   | 13,39 km  | 128,10 km |
| Frazione 1 (18 ago) |        | 12:34  | Assistenza – Tikkakoski, Jyväskylä (20 min)  | –          | –          | –         | 128,10 km |
| Frazione 1 (18 ago) | PS4    | 13:57  | Muittari                                     | Saarijärvi | Laukaa     | 13,51 km  | 128,10 km |
| Frazione 1 (18 ago) | PS5    | 14:20  | Konttimaki                                   | Saarijärvi | Multia     | 13,08 km  | 128,10 km |
| Frazione 1 (18 ago) | PS6    | 16:56  | Palsankyla                                   | Saarijärvi | Saarijärvi | 13,90 km  | 128,10 km |
| Frazione 1 (18 ago) |        | 15:45  | Assistenza – Tikkakoski, Jyväskylä (20 min)  | –          | –          | –         | 128,10 km |
| Frazione 1 (18 ago) | PS7    | 16:21  | Valkola                                      | Laukaa     | Laukaa     | 8,40 km   | 128,10 km |
| Frazione 1 (18 ago) | PS8    | 17:04  | Lankamaa                                     | Laukaa     | Laukaa     | 23,44 km  | 128,10 km |
| Frazione 1 (18 ago) | PS9    | 17:57  | Laukaa                                       | Laukaa     | Laukaa     | 12,37 km  | 128,10 km |
| Frazione 1 (18 ago) |        | 18:54  | Assistenza – Tikkakoski, Jyväskylä (45 min)  | –          | –          | –         | 128,10 km |
| Frazione 1 (18 ago) | PS10   | 20:29  | Killeri 1                                    | Jyväskylä  | Jyväskylä  | 2,23 km   | 128,10 km |
|                     |        |        |                                              |            |            |           |           |
| Frazione 2 (19 ago) |        | 07:30  | Assistenza – Aeroporto Halli, Jämsä (10 min) | –          | –          | –         | 165,11 km |
| Frazione 2 (19 ago) | PS11   | 07:57  | Juupajoki                                    | Juupajoki  | Jämsä      | 30,34 km  | 165,11 km |
| Frazione 2 (19 ago) | PS12   | 09:15  | Vastila                                      | Orivesi    | Orivesi    | 17,43 km  | 165,11 km |
| Frazione 2 (19 ago) | PS13   | 09:50  | Paijala                                      | Kuhmoinen  | Jämsä      | 12,81 km  | 165,11 km |
| Frazione 2 (19 ago) |        | 10:47  | Assistenza – Aeroporto Halli, Jämsä (20 min) | –          | –          | –         | 165,11 km |
| Frazione 2 (19 ago) | PS14   | 11:56  | Ehikki 1                                     | Jämsä      | Jämsä      | 19,08 km  | 165,11 km |
| Frazione 2 (19 ago) | PS15   | 12:59  | Leustu 1                                     | Jyväskylä  | Jämsä      | 23,58 km  | 165,11 km |
| Frazione 2 (19 ago) |        | 14:21  | Assistenza – Aeroporto Halli, Jämsä (20 min) | –          | –          | –         | 165,11 km |
| Frazione 2 (19 ago) | PS16   | 15:32  | Ouninpohja 1                                 | Jämsä      | Jämsä      | 34,21 km  | 165,11 km |
| Frazione 2 (19 ago) | PS17   | 15:16  | Vaheri 1                                     | Jämsä      | Jämsä      | 25,43 km  | 165,11 km |
| Frazione 2 (19 ago) |        | 17:29  | Assistenza – Aeroporto Halli, Jämsä (45 min) | –          | –          | –         | 165,11 km |
| Frazione 2 (19 ago) | PS18   | 20:00  | Killeri 2                                    | 2,23 km    |            |           | 165,11 km |
|                     |        |        |                                              |            |            |           |           |
| Frazione 3 (20 ago) |        | 07:30  | Assistenza – Aeroporto Halli, Jämsä (10 min) | –          | –          | –         | 116,97 km |
| Frazione 3 (20 ago) | PS19   | 08:29  | Ehikki 2                                     | Jämsä      | Jämsä      | 19,08 km  | 116,97 km |
| Frazione 3 (20 ago) | PS20   | 09:02  | Moksi                                        | Jämsä      | Jyväskylä  | 14,67 km  | 116,97 km |
| Frazione 3 (20 ago) | PS21   | 09:41  | Leustu 1                                     | Jyväskylä  | Jämsä      | 23,58 km  | 116,97 km |
| Frazione 3 (20 ago) |        | 11:03  | Assistenza – Aeroporto Halli, Jämsä (20 min) | –          | –          | –         | 116,97 km |
| Frazione 3 (20 ago) | PS22   | 11:58  | Ouninpohja 1                                 | Jämsä      | Jämsä      | 34,21 km  | 116,97 km |
| Frazione 3 (20 ago) | PS23   | 13:01  | Vaheri 2                                     | Jämsä      | Jämsä      | 25,43 km  | 116,97 km |
| Frazione 3 (20 ago) |        | 14:21  | Assistenza – Aeroporto Halli, Jämsä (20 min) | –          | –          | –         | 116,97 km |
| Totale              | Totale | Totale | Totale                                       | Totale     | Totale     | Totale    | 410,18 km |

## Risultati

### Classifica
| Pos.                                        | Nº       | Pilota                       | Co-pilota          | Auto                         | Squadra                      | Classe    | Tempo     | Distacco | Punti    |
| Generale                                    | Generale | Generale                     | Generale           | Generale                     | Generale                     | Generale  | Generale  | Generale | Generale |
| ------------------------------------------- | -------- | ---------------------------- | ------------------ | ---------------------------- | ---------------------------- | --------- | --------- | -------- | -------- |
| 1.                                          | 10       | Marcus Grönholm              | Timo Rautiainen    | Peugeot 206 WRC (2000)       | Peugeot Esso                 | WRC       | 3h22'37"1 | –        | 10       |
| 2.                                          | 5        | Colin McRae                  | Nicky Grist        | Ford Focus WRC 00            | Ford Martini                 | WRC       | 3h23'43"5 | +1'06"4  | 6        |
| 3.                                          | 17       | Harri Rovanperä              | Risto Pietiläinen  | Toyota Corolla WRC           | -                            | WRC       | 3h23'46"7 | +1'09"6  | 4        |
| 4.                                          | 1        | Tommi Mäkinen                | Risto Mannisenmäki | Mitsubishi Lancer Evo VI     | Marlboro Mitsubishi Ralliart | WRC       | 3h24'15"8 | +1'38"7  | 3        |
| 5.                                          | 9        | Sebastian Lindholm           | Jukka Aho          | Peugeot 206 WRC (2000)       | Peugeot Esso                 | WRC       | 3h25'43"1 | +3'06"0  | 2        |
| 6.                                          | 18       | François Delecour            | Daniel Grataloup   | Peugeot 206 WRC (2000)       | Peugeot Esso                 | WRC       | 3h27'42"1 | +5'05"0  | 1        |
| 7.                                          | 21       | Pasi Hagström                | Tero Gardemeister  | Toyota Corolla WRC           | -                            | WRC       | 3h27'53"6 | +5'16"5  | -        |
| 8.                                          | 4        | Juha Kankkunen               | Juha Repo          | Subaru Impreza WRC2000       | Subaru World Rally Team      | WRC       | 3h28'30"0 | +5'52"9  | -        |
| 9.                                          | 15       | Alister McRae                | David Senior       | Hyundai Accent WRC           | Hyundai Castrol WRT          | WRC       | 3h28'46"2 | +6'09"1  | -        |
| 10.                                         | 20       | Markko Märtin                | Michael Park       | Toyota Corolla WRC           | Lukoil EOS Rally Team        | WRC       | 3h29'27"7 | +6'50"6  | -        |
| Campionato del mondo per vetture Produzione |          |                              |                    |                              |                              |           |           |          |          |
| 1. (16.)                                    | 28       | Jani Paasonen                | Jakke Honkanen     | Mitsubishi Carisma GT Evo VI | Mitsubishi Ralliart Finland  | N4 / PWRC | 3h37'25"8 | –        | 10       |
| 2. (17.)                                    | 27       | Juuso Pykälistö              | Esko Mertsalmi     | Mitsubishi Carisma GT Evo VI | Mitsubishi Ralliart Finland  | N4 / PWRC | 3h38'49"2 | +1'23"4  | 6        |
| 3. (18.)                                    | 26       | Manfred Stohl                | Peter Müller       | Mitsubishi Lancer Evo VI     | -                            | N4 / PWRC | 3h39'05"2 | +1'39"4  | 4        |
| 4. (19.)                                    | 47       | Juha Hellman                 | Jani Laaksonen     | Mitsubishi Carisma GT Evo VI | -                            | N4 / PWRC | 3h41'01"3 | +3'35"5  | 3        |
| 5. (20.)                                    | 55       | Hannu Hotanen                | Jari Jyrkiäinen    | Mitsubishi Lancer Evo VI     | -                            | N4 / PWRC | 3h42'28"7 | +5'02"9  | 2        |
| 6. (21.)                                    | 44       | Pernilla Walfridsson-Solberg | Ulrika Mattsson    | Mitsubishi Lancer Evo VI     | -                            | N4 / PWRC | 3h44'51"0 | +7'25"2  | 1        |
| Coppa FIA squadre                           |          |                              |                    |                              |                              |           |           |          |          |
| 1. (28.)                                    | 24       | Abdullah Bakhashab           | Bobby Willis       | Toyota Corolla WRC           | Toyota Team Saudi Arabia     | WRC / TC  | 3h50'37"0 | –        | 10       |
| 2. (34.)                                    | 38       | Frédéric Dor                 | Didier Breton      | Subaru Impreza WRC99         | F.Dor Rally Team             | WRC / TC  | 3h56'41"4 | +6'04"4  | 6        |

| Principali ritiri | Principali ritiri | Principali ritiri | Principali ritiri | Principali ritiri            | Principali ritiri            | Principali ritiri | Principali ritiri | Principali ritiri |
| PS                | Nº                | Pilota            | Co-pilota         | Auto                         | Squadra                      | Classe            | Causa             | Pos.              |
| ----------------- | ----------------- | ----------------- | ----------------- | ---------------------------- | ---------------------------- | ----------------- | ----------------- | ----------------- |
| PS 8              | 16                | Petter Solberg    | Phil Mills        | Ford Focus WRC 00            | Ford Martini                 | WRC               | Incidente         | 5º                |
| PS 11             | 2                 | Freddy Loix       | Sven Smeets       | Mitsubishi Carisma GT Evo VI | Marlboro Mitsubishi Ralliart | WRC               | Incidente         | 17º               |
| PS 11             | 8                 | Toni Gardemeister | Paavo Lukander    | SEAT Córdoba WRC Evo2        | SEAT Sport                   | WRC               | Rottura meccanica | 10º               |
| PS 12             | 3                 | Richard Burns     | Robert Reid       | Subaru Impreza WRC2000       | Subaru World Rally Team      | WRC               | Incidente         | 2º                |
| PS 17             | 22                | Janne Tuohino     | Miikka Anttila    | Toyota Corolla WRC           | -                            | WRC               | Incidente         | 10º               |
| PS 22             | 31                | Henning Solberg   | Runar Pedersen    | Toyota Corolla WRC           | -                            | WRC               | Rottura meccanica | 14º               |

Legenda
| Icona | Classe                                                                                  |
| ----- | --------------------------------------------------------------------------------------- |
| WRC   | Equipaggio che può conquistare punti per il campionato costruttori WRC                  |
| WRC   | Equipaggio di classe A8 che non può conquistare punti per il campionato costruttori WRC |
| PWRC  | Equipaggio registrato al campionato PWRC                                                |
| TC    | Equipaggio registrato alla Coppa FIA squadre                                            |
|       | Ulteriori classificazioni                                                               |

### Prove speciali
| Frazione            | Prova | Ora   | Nome         | Lunghezza | Vincitori                                                    | Tempo   | Leader del rally                |
| ------------------- | ----- | ----- | ------------ | --------- | ------------------------------------------------------------ | ------- | ------------------------------- |
| Frazione 1 (18 Ago) | PS1   | 10:31 | Kuohu        | 7,67 km   | Marcus Grönholm Timo Rautiainen                              | 3'44"8  | Marcus Grönholm Timo Rautiainen |
| Frazione 1 (18 Ago) | PS2   | 10:59 | Parkkola     | 20,11 km  | Marcus Grönholm Timo Rautiainen                              | 10'06"7 | Marcus Grönholm Timo Rautiainen |
| Frazione 1 (18 Ago) | PS3   | 11:59 | Mokkipera    | 13,39 km  | Marcus Grönholm Timo Rautiainen                              | 6'32"2  | Marcus Grönholm Timo Rautiainen |
| Frazione 1 (18 Ago) | PS4   | 13:57 | Muittari     | 13,51 km  | Marcus Grönholm Timo Rautiainen                              | 6'05"6  | Marcus Grönholm Timo Rautiainen |
| Frazione 1 (18 Ago) | PS5   | 14:20 | Konttimaki   | 13,08 km  | Marcus Grönholm Timo Rautiainen                              | 5'40"7  | Marcus Grönholm Timo Rautiainen |
| Frazione 1 (18 Ago) | PS6   | 14:53 | Palsankyla   | 13,90 km  | Richard Burns Robert Reid                                    | 7'28"6  | Marcus Grönholm Timo Rautiainen |
| Frazione 1 (18 Ago) | PS7   | 16:21 | Valkola      | 8,40 km   | Richard Burns Robert Reid                                    | 4'30"2  | Marcus Grönholm Timo Rautiainen |
| Frazione 1 (18 Ago) | PS8   | 17:04 | Lankamaa     | 23,44 km  | Marcus Grönholm Timo Rautiainen                              | 11'47"3 | Marcus Grönholm Timo Rautiainen |
| Frazione 1 (18 Ago) | PS9   | 17:57 | Laukaa       | 12,37 km  | Richard Burns Robert Reid                                    | 6'13"0  | Marcus Grönholm Timo Rautiainen |
| Frazione 1 (18 Ago) | PS10  | 20:29 | Killeri 1    | 2,23 km   | Tommi Mäkinen Risto Mannisenmäki e Richard Burns Robert Reid | 1'07"9  | Marcus Grönholm Timo Rautiainen |
|                     |       |       |              |           |                                                              |         | Marcus Grönholm Timo Rautiainen |
| Frazione 2 (19 Ago) | PS11  | 07:57 | Juupajoki    | 30,34 km  | Marcus Grönholm Timo Rautiainen                              | 15'13"8 | Marcus Grönholm Timo Rautiainen |
| Frazione 2 (19 Ago) | PS12  | 09:15 | Vastila      | 17,43 km  | Sebastian Lindholm Jukka Aho                                 | 8'21"7  | Marcus Grönholm Timo Rautiainen |
| Frazione 2 (19 Ago) | PS13  | 09:50 | Paijala      | 12,81 km  | Juha Kankkunen Juha Repo                                     | 6'07"0  | Marcus Grönholm Timo Rautiainen |
| Frazione 2 (19 Ago) | PS14  | 11:56 | Ehikki 1     | 19,08 km  | Colin McRae Nicky Grist                                      | 9'30"2  | Marcus Grönholm Timo Rautiainen |
| Frazione 2 (19 Ago) | PS15  | 12:59 | Leustu 1     | 23,58 km  | Juha Kankkunen Juha Repo                                     | 11'47"1 | Marcus Grönholm Timo Rautiainen |
| Frazione 2 (19 Ago) | PS16  | 15:16 | Ouninpohja 1 | 34,21 km  | Marcus Grönholm Timo Rautiainen                              | 16'29"1 | Marcus Grönholm Timo Rautiainen |
| Frazione 2 (19 Ago) | PS17  | 16:19 | Vaheri 1     | 25,43 km  | Marcus Grönholm Timo Rautiainen                              | 12'25"2 | Marcus Grönholm Timo Rautiainen |
| Frazione 2 (19 Ago) | PS18  | 20:00 | Killeri 2    | 2,23 km   | Marcus Grönholm Timo Rautiainen                              | 1'08"7  | Marcus Grönholm Timo Rautiainen |
|                     |       |       |              |           |                                                              |         | Marcus Grönholm Timo Rautiainen |
| Frazione 3 (20 Ago) | PS19  | 08:29 | Ehikki 2     | 19,08 km  | Colin McRae Nicky Grist                                      | 9'26"3  | Marcus Grönholm Timo Rautiainen |
| Frazione 3 (20 Ago) | PS20  | 09:02 | Moksi        | 14,67 km  | Colin McRae Nicky Grist                                      | 7'58"3  | Marcus Grönholm Timo Rautiainen |
| Frazione 3 (20 Ago) | PS21  | 09:41 | Leustu 2     | 23,58 km  | Marcus Grönholm Timo Rautiainen                              | 11'41"3 | Marcus Grönholm Timo Rautiainen |
| Frazione 3 (20 Ago) | PS22  | 11:58 | Ouninpohja 2 | 34,21 km  | Juha Kankkunen Juha Repo                                     | 16'21"3 | Marcus Grönholm Timo Rautiainen |
| Frazione 3 (20 Ago) | PS23  | 13:01 | Vaheri 2     | 25,43 km  | Colin McRae Nicky Grist                                      | 12'13"3 | Marcus Grönholm Timo Rautiainen |

## Classifiche mondiali
Classifica piloti
| Pos. | Pos. | Pilota             | Punti |
| ---- | ---- | ------------------ | ----- |
| 1    | 1    | Marcus Grönholm    | 44    |
| 2    | 1    | Richard Burns      | 38    |
| 3    |      | Colin McRae        | 36    |
| 4    |      | Carlos Sainz       | 27    |
| 5    |      | Tommi Mäkinen      | 26    |
| 6    |      | Juha Kankkunen     | 18    |
| 7    | 5    | Harri Rovanperä    | 7     |
| 8    | 1    | Petter Solberg     | 6     |
| 9    | 1    | Didier Auriol      | 4     |
| 10   | 1    | Toshihiro Arai     | 4     |
| 11   | 1    | Freddy Loix        | 4     |
| 12   | 1    | Toni Gardemeister  | 3     |
| 13   |      | Thomas Rådström    | 3     |
| 14   | 1    | François Delecour  | 3     |
| 15   | 1    | Armin Schwarz      | 2     |
| 16   |      | Kenneth Eriksson   | 2     |
| 17   |      | Bruno Thiry        | 2     |
| 17   | N    | Sebastian Lindholm | 2     |
| 19   | 1    | Abdullah Bakhashab | 1     |
| 20   | 1    | Gilles Panizzi     | 1     |
| 20   | 1    | Possum Bourne      | 1     |

Classifica costruttori WRC
| Pos. | Pos. | Squadra                          | Punti |
| ---- | ---- | -------------------------------- | ----- |
| 1    | 1    | Ford Martini                     | 63    |
| 2    | 1    | Subaru World Rally Team          | 60    |
| 3    |      | Peugeot Esso                     | 54    |
| 4    |      | Marlboro Mitsubishi Ralliart     | 33    |
| 5    |      | Škoda World Rally Team           | 8     |
| 6    |      | SEAT Sport                       | 7     |
| 7    |      | Hyundai Castrol World Rally Team | 5     |